# 聖鬥士星矢Ω
《聖鬥士星矢Ω》（日語：聖闘士星矢Ω），是日本作品《聖鬥士星矢》作者车田正美授权东映完成制作的官方正统续作。於2012年4月1日起，逢星期日清晨6時30分在朝日電視臺推出。

## 故事簡介
當闇黑勢力與邪惡之力入侵地球蔓延於這個世界上時，會出現為了守護世界挺身而出的聖鬥士。從神話時代開始，聖鬥士和智慧與戰爭女神 雅典娜為了守護陸地的和平與邪惡勢力展開殊死戰。特別是身為最下等的青銅聖鬥士同樣也是天馬座的聖鬥士星矢和他的同伴們跟隨現任的女神雅典娜 城戶沙織並肩作戰，星矢一行人逐漸掌握淩駕於比他們高級的白銀聖鬥士和黃金聖鬥士的實力，最終打倒試圖淹沒世界的海皇波賽頓和想要企圖侵略大地然後統治的冥王黑帝斯等敵人。他們的活躍事蹟如今成為傳說並且流傳給下個時代的聖鬥士們。

### 第一季(01-27)新一代聖鬥士篇
十三年前，現任的女神雅典娜 城戶沙織正在養育叫做光牙的嬰孩，可是戰鬥之神瑪爾斯突然出現在聖域來雅典偷襲雅典娜。所幸在千鈞一髮之際成為射手座黃金聖鬥士的星矢趕來與傳說中的聖鬥士趕來與瑪爾斯展開激戰。
十三年後長大的光牙與沙織一起在遠離人煙的島嶼上居住，接受白銀聖鬥士的莎爾娜（又譯夏依娜）嚴格指導的聖鬥士修行。然而瑪爾斯又再度現身捉走沙織，為了變強然後救回沙織的光牙覺醒為新的天馬座聖鬥士，決定離開在自己成長的小島，在幼獅座 蒼摩的幫助下進入圣斗士的訓練学校“Palaestra”，光牙在學校中結識天鷹座 尤娜與天龍座 龍峰然後成為好友，同時學習到他們身上的小宇宙有七种属性，更是發現一個實力強大的聖鬥士謎之少年獵戶座 伊甸，起先光牙和蒼摩等人參加Palaestra所舉辦的可以晉升為白銀聖鬥士的“聖鬥士戰爭”比賽上，希望能夠見到雅典娜一面，但是光牙很快地發現出現在Palaestra的“雅典娜”其實是一位神秘少女阿莉雅，因為她擁有跟雅典娜沙織擁有光屬性小宇宙，因此她被人給頂替為真正的雅典娜來欺瞞大眾，光牙從天狼座 榮斗的口中得之瑪爾斯很早以開始企圖將世界占為己有，光牙一行人成功逃離被入侵與毀滅Palaestra前往巴別塔將阿莉雅帶出來，他們決定跟她摧毀吸收地球小宇宙能量的五個不同屬性的遺跡，踏上打倒瑪爾斯救出雅典娜的旅程，在艱辛的旅途中光牙一行人與追隨瑪爾斯的火星士和效忠瑪爾斯的白銀聖鬥士不停地戰鬥也受到與星矢一樣為善而鬥的傳說中的聖鬥士協助下突破阻礙，最後他們在暗之遺跡深處與瑪爾斯的再度交戰，也讓光牙與阿莉雅的身世也要即將揭曉。

### 第二季(28-51)瑪爾斯之戰 新黃道十二宮戰鬥篇
瑪爾斯在巴別塔上建立新的十二宮聖域，開始在火星上創造出新的地球。在阿莉雅為了他們壯烈犧牲之下,光牙一行人進入巴別塔的入口，開始踏上新的戰鬥旅程。在第一個聖域白羊宮的黃金聖鬥士白羊座 貴鬼告訴光牙一行人只有他們能夠拯救世界。他們必須在十二個小時之內擊倒效忠瑪爾斯的十二位黃金聖鬥士然後擊敗瑪爾斯，否則火星會吸取地球的小宇宙能量讓地球變成一顆死星。光牙一行人在貴鬼的協助下修復好聖衣立刻前往瑪爾斯所在的巴別塔頂端的入口，他們在一路上與許多的黃金聖鬥士展開激烈的戰鬥，更是與在十三年前和傳說中的聖鬥士展開激烈戰鬥的瑪爾斯四大天王決一死戰。另一方面，痛失阿莉雅的伊甸領悟到她心中的真正願望是要守護地上的美好世界，他終於決定實現阿莉雅的遺願也與自己的親生父親瑪爾斯決裂。光牙一行人擊敗瑪爾斯但還是無法阻止地球面臨毀滅的危機，光牙在戰鬥的期間受到自己原本所擁有的暗屬性小宇宙的控制，儘管他受到尤娜與同伴們的協助下恢復正常，可是他在火星上準備要救出被囚禁的雅典娜時不慎被捲入一場巨大又不祥的陰謀中，讓一直在附身在身上的黑暗之神 阿普斯甦醒過來受到操縱，而且要對雅典娜痛下殺手。所幸他在尤娜和同伴們的呼唤與長期被封印在火星地底的星矢的戰鬥下清醒过来，成功救回雅典娜徹底打倒阿普斯阻止地球滅亡。

### 第三季(52-77)新生聖衣篇
光牙一行人在擊倒戰神瑪爾斯與黑暗之神阿普斯之後各自回到故鄉中療傷，但是他們即將面臨新的戰鬥。某天深夜，雅典娜夢到光牙一行人展開一場前所未有的戰鬥，她為了確認這種暗示夢境的未來預言是否成真派遣星矢前往敵人所在的位置。但是星矢發現敵人卻是一個少女，而且那個少女的真實身份是從神話時代開始便一直與雅典娜如同姊妹般的感情，更是擁有颇有淵源的災難力量的與愛之女神 帕拉斯！儘管帕拉斯要求星矢立刻殺掉她，但是星矢卻無法手刃帕拉斯，因此帕拉斯和纱织的左手臂都出现一道诡异的“螺旋之戒”，這時有一位神秘人物出現帶走帕拉斯並且告訴星矢他們很快會在戰場上重逢。
在這同一時間光牙回到故鄉的島嶼中療傷的同時過著平靜的生活，雖然他開始鍛鍊自己卻始終認為已經沒有必要再次繼續戰鬥下去，可是擔憂自己可能會被黑暗小宇宙所控制再度傷害身旁的所有人，直到他遇到一位自稱要擊倒弒神的自己，即將要成為神的神秘少年昴然後與他對戰，這時一位是侍奉帕拉斯的刻鬥士的出現中斷他們的對決，光牙親眼目睹昴穿著由雅典娜所引導的城戶財團開發的鋼鐵聖衣（Steel Cloth）成為鋼鐵聖鬥士與敵人交戰，也覺醒自身的力量之下讓天馬座聖衣復甦然後與刻鬥士交戰，決意為了雅典娜的安危而再次戰鬥的光牙踏上旅途找回跟他一起並肩作戰的同伴們前往帕拉斯的要塞再次展開戰鬥。

### 第四季(78-97)Ω覺醒篇
光牙一行人成功攻下帕拉斯的要塞，與黃金聖鬥士與傳說中的聖鬥士並肩作戰成功突破刻之門，但是有四道大門在他們的面前，為了盡早擊倒帕拉斯的光牙一行人決定兵分四路，在許多的刻鬥士雜兵甚至包括跟他們以前交戰上的敵人出現阻擋光牙一行人的面前，就連守護帕拉斯的最高位的一級刻鬥士更是親自出馬與他們交戰，面對許多的聖鬥士們的壯烈犧牲之戰中，光牙一行人在交戰中覺醒Ω小宇宙，然而在幕後掌控這場戰鬥、驅使四大天王一級刻鬥士的幕後黑手在暗中試圖讓雅典娜與帕拉斯開始交戰，就連星矢也要拼死守護雅典娜奮戰到底，究竟兩位女神之間的戰鬥和命運會有什麼樣的結果？而昂真正的身份究竟是誰？在幕後掌控這場切戰爭的神祕人物到底會是誰，之所以會做出的一切目的究竟為何？究竟光牙一行人是否能將這場戰局劃下該有的休止符？

## 本作篇章

### 瑪爾斯篇
- 「Ω」於希臘字母，排列在最後；所以，「Ω」意味「最後」或「最終」。
- 本作的標題「Ω」，有「續篇」和「究極」的意思。
- 本作是東映動畫設計的原創故事，內容的構思並不屬於原作車田正美，而是由企劃和製作人部門統籌，並邀請吉田玲子成為本作的系列構成，負責領導劇本團隊創作全新的故事內容，因此本作的設定與原著有多處不同。例如原著中的聖衣是以星座形態放入大型的聖衣箱中然後分解並穿著於身上；本作則是融合到宇宙之力的飾物狀寶石「聖衣石（Cloth Stone）」當中，通過感應聖鬥士的小宇宙從而獲得守護星座的力量，並物質化穿著於身上。
- 另外，由於本作邀請馬越嘉彥作為總作畫監督、人物設計一職，因此本作的畫面風格充滿少女作品特色，例如本作設計的聖衣畫風類似緊身衣，與原作充滿金屬感的聖衣形態落差非常大，引起許多本系列愛好者的爭議。

在第12話中提到(詳細時間在12:27)，十三年前瑪爾斯來襲時，星矢等人一同迎戰瑪爾斯。正當戰鬥即將決出勝負時，一顆隕石從天而降，破碎的隕石和聖衣融合，令聖衣變成了聖衣石的新形態，聖鬥士們的小宇宙也擁有了屬性而獲得新的力量。
- 添加了聖鬥士的屬性設定。分別有自然屬性「火」、「風」、「雷」、「土」、「水」，及二極屬性「光」、「暗」。自然屬性之間按照「風>雷>土>水>火>風」的順序互相克制，但小宇宙力量如果遠遠淩駕於對手的話，屬性克制的弱點也可以被克服。
- 本作設定了一間聖鬥士的訓練學校Palaestra。聖鬥士學員之間在沒有老師許可下是嚴禁私鬥的。此外在Palaestra所舉辦的聖鬥士之間的競技比賽「聖鬥士戰爭」中優勝的話可以晉升為白銀聖鬥士。

### 新生聖衣篇
- 從第二期「新生聖衣篇」開始，青銅聖衣的收納型態由第一期的聖衣石回歸舊版的星座型態並放置於聖衣箱，青銅聖衣的外型也從第一期的緊身衣畫風回歸舊版的盔甲形態。
- 此外與屬性相關的設定是因為黑暗之神—阿普斯的滅亡也跟隨著消失。

## 製作人員
| 第1話－第51話 | 聖鬥士星矢Ω－瑪爾斯篇                                                             | 第52話－第77話 | 聖鬥士星矢Ω－新生聖衣篇                                        |
| 職位          | 製作人員                                                                          | 職位           | 製作人員                                                       |
| ------------- | --------------------------------------------------------------------------------- | -------------- | -------------------------------------------------------------- |
| 企劃          | 杉山登（朝日電視台）、清水慎治（東映動畫）                                        | 企劃           | 杉山登（朝日電視台）、清水慎治（東映動畫）                     |
| 製作人        | 松久智治（朝日電視台）(＃1-17) 松井俊之（朝日電視台）(＃18-51) 若林豪（東映動畫） | 製作人         | 松井俊之（朝日電視台） 梅澤淳稔（東映動畫） 若林豪（東映動畫） |
| 製作擔當      | 松坂一光                                                                          | 製作擔當       | 山崎尊宗                                                       |
| 原作          | 車田正美                                                                          | 原作           | 車田正美                                                       |
| 音樂          | 佐橋俊彥                                                                          | 音樂           | 佐橋俊彥                                                       |
| 系列監督      | 畑野森生                                                                          | 系列監督       | 長峯達也                                                       |
| 系列構成      | 吉田玲子                                                                          | 系列構成       | 成田良美                                                       |
| 人物設計      | 馬越嘉彥                                                                          | 人物設計       | 市川慶一                                                       |
| 總作畫監督    | 馬越嘉彥                                                                          | 總作畫監督     | 宮本繪美子                                                     |
| 美術設計      | 秋山健太郎                                                                        | 美術設計       | 須和田真                                                       |
| 色彩設計      | 辻田邦夫                                                                          | 色彩設計       | 竹澤聰                                                         |
| 數碼特殊效果  | 勝岡稔夫                                                                          | 數碼特殊效果   | 勝岡稔夫、村上宜隆                                             |
| 宣傳          | 三本真一（朝日電視台）                                                            | 宣傳           | 小枝加奈（朝日電視台）                                         |
| 宣傳協力      | 電通、東映株式會社                                                                | 宣傳協力       | 電通、東映AG                                                   |
| 配音協力      | 青二Production                                                                    | 配音協力       | 青二Production                                                 |
| 製作協力      | 東映                                                                              | 製作協力       | 東映                                                           |
| 製作          | 朝日電視臺、東映動畫                                                              | 製作           | 朝日電視臺、東映動畫                                           |

## 主題曲
| 類別   | 播放話數 | 歌曲名稱 | 作詞               | 作曲                    | 編曲                   | 演唱                           |
| ------ | -------- | -------- | ------------------ | ----------------------- | ---------------------- | ------------------------------ |
| 片頭曲 | 1－27    |          | 龍真知子           | 松澤浩明、山田信夫      | 平松建治 with 河野陽吾 | MAKE-UP feat. 中川翔子         |
| 片頭曲 | 28－51   |          | 岩田秀聰           | 加藤裕介                | 加藤裕介               | √5                             |
| 片頭曲 | 52－77   |          | 森由里子           | 岩崎貴文                | 大石憲一郎·流田Project | 流田Project（日本古倫美亞）    |
| 片頭曲 | 78－97   |          | SAKI               | YUI、Akio Shimizu       | Akio Shimizu、Cyntia   | Cyntia（Victor Entertainment） |
| 插入歌 | 56       |          | Uyu（ACRYLICSTAB） | 阿部隆大（ACRYLICSTAB） | 宮崎誠                 | 榮斗（鈴木達央）               |
| 插入歌 | 86、89   |          | 宮崎誠             | 宮崎誠                  | 宮崎誠                 | 光牙（綠川光）                 |
| 插入歌 | 87       |          | 森由里子           | R･O･N                   | R･O･N                  | Remi                           |
| 插入歌 | 91       |          | 橋本由香利         | 橋本由香利              | 橋本由香利             | 雅典娜（中川翔子）             |
| 插入歌 | 92       |          | 川田瑠夏           | 川田瑠夏                | 佐藤泰將               | 帕拉斯（鶴弘美）               |
| 插入歌 | 95       |          | 森由里子           | R･O･N                   | R･O･N                  | 星矢（古谷徹）                 |
| 插入歌 | 97       |          | 森由里子           | 岩崎貴文                | 大石憲一郎·流田Project | 流田Project                    |

### 音樂協力
- 朝日電視台音樂
- 日本古倫美亞有限公司
- 東映動畫音樂出版

## 各話列表
| 話數          | 日文標題 | 中文標題                                    | 劇本              | 分鏡                  | 演出           | 作畫監督                   | 美術       | 色指定                     | 日本首播日期    | 臺灣首播日期   |
| 序章          | 序章     | 序章                                        | 序章              | 序章                  | 序章           | 序章                       | 序章       | 序章                       | 序章            | 序章           |
| ------------- | -------- | ------------------------------------------- | ----------------- | --------------------- | -------------- | -------------------------- | ---------- | -------------------------- | --------------- | -------------- |
| 1             |          | 星矢拯救的生命！ 重現的聖鬥士傳說！         | 吉田玲子          | 畑野森生              | 畑野森生       | 馬越嘉彥                   | 秋山健太郎 | 小日置知子                 | 2012年 4月1日   | 2014年 8月30日 |
| 2             |          | 踏上征途！ 新世代聖鬥士！                   | 大和屋曉          | 井上榮作              | 廣嶋秀樹       | 宮本繪美子                 | 吉田智子   | 秋元由紀                   | 4月8日          |                |
| 3             |          | 面具的規條！ 風之聖鬥士！                   | 吉田玲子          | 松本理惠              | 松本理惠       | 大西陽一                   | 須和田真   | 小日置知子                 | 4月15日         |                |
| 4             |          | 英雄之子！ 龍峰對光牙！                     | 村山功            | 深澤敏則              | 園田誠         | 西位輝實                   | 本田修     | 秋元由紀                   | 4月22日         |                |
| 5             |          | 選拔測驗！ 決死的營地挑戰！                 | 小山真            | 八島善孝              | 中村亮太       | 高橋晃 小泉昇              | 渡邊佳人   | 穗積惠梨香                 | 4月29日         |                |
| 6             |          | 開幕！ 聖鬥士大戰！                         | 大和屋曉          | 角銅博之              | 角銅博之       | 八島善孝                   | 德重賢     | 小日置知子                 | 5月6日          |                |
| 7             |          | 朋友的拳頭！ 出招吧、天馬流星拳！           | 村山功            | 誌田直俊              | 廣嶋秀樹       | 高橋晃                     | 鹿野良行   | 穗積惠梨香                 | 5月13日         |                |
| 8             |          | 宿命相遇！ 令人大受衝擊的黃金聖鬥士！       | 吉田玲子          | 貝澤幸男              | 貝澤幸男       | 淺沼昭弘                   | 吉田智子   | 秋元由紀                   | 5月20日         |                |
| 9             |          | 聖域的危機！ 忍者聖鬥士、疾馳！             | 吉田玲子          | 大塚健                | 園田誠         | 大西陽一                   | 本田修     | 小日置知子 足利裕一        | 5月27日         |                |
| 10            |          | 拚死拯救少女！ 另一位黃金聖鬥士出場！       | 大和屋曉          | 松本理惠              | 松本理惠       | 馬越嘉彥                   | 渡邊佳人   | 秋元由紀                   | 6月3日          |                |
| 11            |          | 守護亞莉亞！ 追擊者索尼婭！                 | 大和屋曉          | 八島善孝              | 廣嶋秀樹       | 小泉昇                     | 須和田真   | 小日置知子 足利裕一        | 6月10日         |                |
| 12            |          | 傳承小宇宙！ 傳說的聖鬥士、瞬！             | 村山功            | 角銅博之              | 角銅博之       | 西位輝實 高橋晃            | 鹿野良行   | 秋元由紀                   | 6月17日         |                |
| 13            |          | 星矢的訊息！ 雅典娜就託付給你們！           | 吉田玲子          | 貝澤幸男              | 中村亮太       | 高橋晃                     | 吉田智子   | 穗積惠梨香                 | 6月24日         |                |
| 14            |          | 故鄉重逢！ 雪原的師徒對決！                 | 橫手美智子        | 神保昌登              | 巖井隆央       | 宮本繪美子                 | 本田修     | 足利裕一                   | 7月1日          |                |
| 15            |          | 迫近的毒牙！ 埋藏陰謀的第二遺跡！           |                   | 細田雅弘              | 三塚雅人       | 淺沼昭弘 高橋晃            | 鹿野良行   | 穗積惠梨香                 | 7月15日         |                |
| 16            |          | 遵從命運之星引領！ 聖鬥士的生存之道！       | 村山功            | 八島善孝              | 廣嶋秀樹       | 大西陽一                   | 須和田真   | 足利裕一                   | 7月22日         |                |
| 17            |          | 應該守護的東西！ 聖衣修復師與傳說中的礦石！ | 小山真            | 園田誠                | 園田誠         | 八島善孝                   | 渡邊佳人   | 穗積惠梨香                 | 7月29日         |                |
| 18            |          | 復仇之火！ 蒼摩、宿命一戰！                 | 大和屋曉          | 角銅博之              | 角銅博之       | 小泉昇                     | 本田修     | 足利裕一                   | 8月5日          |                |
| 19            |          | 五老峰之秘！ 要繼承父親紫龍的鬥志！         | 村山功            | 羽多野浩平            | 羽多野浩平     | 福世孝明 柳瀨雄之          | 鹿野良行   | うすいこうぢ (檢査、特效)  | 8月12日         |                |
| 20            |          | 為了亞莉亞！ 伊甸、憤怒的雷擊！             | 吉田玲子          | 畑野森生              | 園田誠         | 馬越嘉彥                   | 工藤ただし | 清田直美                   | 8月19日         |                |
| 21            |          | 折翼天馬！ 迷失之旅！                       | 橫手美智子        | 貝澤幸男              | 中村亮太       | 高橋晃                     | 須和田真   | 穗積惠梨香                 | 8月26日         |                |
| 22            |          | 對好友的思念！ 忍者之路和聖鬥士的自豪！     | 大和屋曉          | 勝間田具治            | 勝間田具治     | 八島善孝                   | 本田修     | 清田直美                   | 9月2日          |                |
| 23            |          | 衝入敵陣！ 年輕聖鬥士再度集結！             | 大和屋曉          | 大塚健                | 廣嶋秀樹       | 高橋晃 大西陽一            | 鹿野良行   | 穗積惠梨香                 | 9月9日          |                |
| 24            |          | 一定要再遇上你！ 去吧、最後的遺跡！         | 吉田玲子          | 貝澤幸男              | 貝澤幸男       | 宮本繪美子                 | 吉田智子   | 清田直美                   | 9月16日         |                |
| 25            |          | 未知領域！ 重逢之時！                       | 村山功            | 角銅博之              | 中村亮太       | 小泉昇                     | 須和田真   | 清田直美                   | 9月23日         |                |
| 26            |          | 追憶與復仇！ 暗之遺跡的陷阱！               | 橫手美智子        | 追崎史敏              | 廣嶋秀樹       | 高橋晃 大西陽一            | 本田修     | 穗積惠梨香                 | 9月30日         |                |
| 27            |          | 旅程終結！ 少女之光與眾位少年！             | 吉田玲子          | 畑野森生 貝澤幸男     | 畑野森生       | 馬越嘉彥                   | 渡邊佳人   | 清田直美                   | 10月7日         |                |
| 十二宮篇      |          |                                             |                   |                       |                |                            |            |                            |                 |                |
| 28            |          | 最強軍團！ 黃金聖鬥士集合！                 | 小山真            | 中村亮太              | 中村亮太       | 大西陽一                   | 須和田真   | 小日置知子                 | 2012年 10月14日 |                |
| 29            |          | 新的戰鬥揭幕！ 黃金十二宮！                 | 大和屋曉          | 貝澤幸男 畑野森生     | 中村亮太       | 八島善孝                   | 嶋田昭夫   | 清田直美                   | 10月21日        |                |
| 30            |          | 驚異的實力！ 金牛宮的聖鬥士！               | 大和屋曉          | 大塚健                | 廣嶋秀樹       | 高橋晃                     | 鹿野良行   | 穗積惠梨香                 | 10月28日        |                |
| 31            |          | 命運的分歧！ 雙子宮之謎！                   |                   | 羽多野浩平            | 羽多野浩平     | 福世孝明 牛島勇二 安藤正浩 | 本田修     | 今川かずゆき 平山忍 由利満 | 11月4日         |                |
| 32            |          | 真正的恐怖！ 籠罩巨蟹宮的妖氣！             | 村山功            | 角銅博之              | 角銅博之       | 八島善孝                   | 吉田智子   | 清田直美                   | 11月11日        |                |
| 33            |          | 小宇宙真髓！ 第七感！                       |                   | 地岡公俊              | 地岡公俊       | 小泉昇                     | 嶋田昭夫   | 清田直美                   | 11月18日        |                |
| 34            |          | 生死邊緣！ 冥界之戰！                       | 村山功            | 西澤晉                | 廣嶋秀樹       | 武內啓 相馬滿              | 渡邊佳人   | 金丸裕子                   | 11月25日        |                |
| 35            |          | 獅子之拳！ 伊甸，傷心一戰！                 | 橫手美智子        | 貝澤幸男              | 中村亮太       | 高橋晃                     | 鹿野良行   | 穗積惠梨香                 | 12月2日         |                |
| 36            |          | 高傲之心！ 米基尼，王者之拳！               | 大和屋曉          | 追崎史敏              | 園田誠         | 大西陽一                   | 須和田真   | 清田直美                   | 12月9日         |                |
| 37            |          | 不動守護者！ 處女座黃金聖鬥士！             | 小山真            | 五月女浩一朗          | 大久保政雄     | 高瀨健一                   | 本田修     | 中野倫明(CCR)              | 12月16日        |                |
| 38            |          | 勇敢的叛逆！ 伊甸，堅定的決心！             | 吉田玲子          | 西澤晉                | 広嶋秀樹       | 宮本絵美子                 | 吉田智子   | 清田直美                   | 12月23日        |                |
| 39            |          | 天秤宮再遇！ 激戰、黃金對黃金！             | 大和屋曉          | 角銅博之              | 角銅博之       | 八島善孝                   | 鹿野良行   | 清田直美                   | 2013年 1月6日   |                |
| 40            |          | 索尼婭的決心！ 斬斷恩怨的連鎖！             | 橫手美智子        | 地岡公俊              | 中村亮太       | 小泉昇 高橋晃              | 須和田真   | 穗積惠梨香                 | 1月13日         |                |
| 41            |          | 時貞的野心！ 時間盡頭之霸者！               | 村山功            | 西澤晉                | 柳瀨雄之       | 武內啟 青木真理子          | 本田修     | 北川太郎                   | 1月20日         | 6月20日        |
| 42            |          | 背叛的黃金聖鬥士！ 依奧里亞對光牙！         | 吉田玲子          | 貝澤幸男              | 貝澤幸男       | 大西陽一                   | 鹿野良行   | 清田直美                   | 1月27日         |                |
| 43            |          | 軍神復活！ 衝入最後一宮！                   | 大和屋曉          | 大塚健                | 廣嶋秀樹       | 八島善孝                   | 吉田智子   | 清田直美                   | 2月3日          |                |
| 44            |          | 為同伴‼ 光牙爆發潛能！                      | 村山功            | 近藤信宏              | 関田修         | 新保卓郎 中島達央          | 本田修     | 中野倫明(CCR)              | 2月10日         |                |
| 45            |          | 狂暴之神‼ 馬斯與路德維克！                  | 橫手美智子        | 追崎史敏              | 園田誠         | 小泉昇                     | 鹿野良行   | 清田直美                   | 2月17日         |                |
| 46            |          | 光牙與伊甸！ 年輕的小宇宙討伐黑暗吧！       | 吉田玲子          | 貝澤幸男              | 広嶋秀樹       | 市川慶一                   | 吉田智子   | 清田直美                   | 2月24日         |                |
| 47            |          | 傼存的希望‼ 新的戰鬥之地！                  | 小山真            | 角銅博之              | 角銅博之       | 淺沼昭弘                   | 本田修     | 清池奈保                   | 3月3日          |                |
| 48            |          | 同伴集合！ 光牙澎湃的小宇宙！               | 大和屋曉          | 大久保政雄            | 大久保政雄     | 高瀨健一                   | 鹿野良行   | 中野倫明(CCR)              | 3月10日         |                |
| 49            |          | 黑暗支配者！ 阿普斯的恐怖！                 | 村山功            | 地岡公俊              | 地岡公俊       | 大田和寬                   | 吉田智子   | 清田直美                   | 3月17日         |                |
| 50            |          | 傳達給星矢吧！ 年輕聖鬥士的心願！           | 吉田玲子          | 廣島秀樹              | 追崎史敏       | 大西陽一                   | 本田修     | 清田直美                   | 3月24日         |                |
| 51            |          | 發出光輝吧光牙！ 光明與黑暗的最終決戰！     | 吉田玲子          | 畑野森生              | 畑野森生       | 馬越嘉彥                   | 秋山健太郎 | 清田直美                   | 3月31日         |                |
| 新生聖衣篇    |          |                                             |                   |                       |                |                            |            |                            |                 |                |
| 52            |          | 新的聖衣！ 飛吧，新生天馬座！               | 成田良美          | 長峯達也              | 長峯達也       | 八島善孝                   | 須和田真   | 清田直美                   | 2013年 4月7日   |                |
| 53            |          | 重逄！ 蒼摩，燃燒心靈的火焰！               | 成田良美          | 古田丈司              | 關田修         |                            | 本田修     | 中野倫明(CCR)              | 4月14日         |                |
| 54            |          | 將勇氣化為力量！ 聖衣啊,脫胎換骨吧！        | 小山真            | 角銅博之              | 角銅博之       | 小泉昇                     | 吉田智子   | 清田直美                   | 4月21日         |                |
| 55            |          | 無可替代的人！ 甦醒吧，天龍！               | 小林雄次          | 大塚健                | 廣島秀樹       | 星野守 信實節子            | 鹿野良行   | 清田直美                   | 4月28日         |                |
| 56            |          | 響徹心中！ 榮斗的呼嘯！                     | 村山功            | 貝澤幸男              | 貝澤幸男       | 宮本繪美子                 | 柴田聡     | 清田直美                   | 5月5日          |                |
| 57            |          | 將天馬座打倒！ 孤高的戰士伊甸！             | 伊藤イツキ        | 持丸タカユキ          | 廣嶋秀樹       | 大西陽一                   | 本田修     | 清田直美                   | 5月12日         |                |
| 58            |          | 四天王出現！ 雅典娜對帕拉絲全面對壘！       | 成田良美          | 古田丈司              | 関田修         | 高瀬健一                   | 鹿野良行   | 中野倫明(CCR)              | 5月19日         |                |
| 59            |          | 兄弟的牽絆！ 仙女座瞬，參戰！               | 小林雄次          | 貝澤幸男              | 廣嶋秀樹       | 八島善孝                   | 柴田聰     | 清田直美                   | 5月26日         |                |
| 60            |          | 鋼鐵之星！ 昴，有如鋼鐵的鬥志！             | 小山真            | 園田誠                | 園田誠         | 生田目康裕                 | 本田修     | 清田直美                   | 6月2日          |                |
| 61            |          | 逼近的大軍！ 競技學校防衛戰！               | 伊藤イツキ        | 地岡公俊              | 地岡公俊       | 薮本陽輔                   | 吉田智子   | 清田直美                   | 6月9日          | 11月14日       |
| 62            |          | 玄武生死戰！ 聖劍對天秤之劍！               | 村山功            | 暮田公平              | 暮田公平       | 小泉昇                     | 柴田聰     | 清田直美                   | 6月23日         | 11月28日       |
| 63            |          | 星矢上陣！ 雅典娜的決心！                   | 小山真            | 角銅博之              | 角銅博之       | 星野守                     | 鹿野良行   | 清田直美                   | 7月7日          | 12月5日        |
| 64            |          | 前進吧聖鬥士！ 通往帕拉絲比爾特的險路！     | 小林雄次          | 古田丈司              | 廣嶋秀樹       | 信實節子                   | 本田修     | 清田直美                   | 7月14日         | 12月12日       |
| 65            |          | 打破鐵壁之門！ 天馬之矛和天龍之盾！         | 成田良美          | 大塚健                | 畑野森生       | 大西陽一                   | 中尾道弘   | 堀田雅一                   | 7月21日         | 2016年 9月28日 |
| 66            |          | 鋼鐵奮鬥！ 無名勇者！                       | 伊藤イツキ        | 持丸タカユキ          | 廣嶋秀樹       | 高瀨健一 しんぼたくろう    | 吉田智子   | 清田直美                   | 7月28日         |                |
| 67            |          | 昴驚人的小宇宙！ 伊甸的使命！               | 村山功            | 貝澤幸男              | 貝澤幸男       | 八島善孝                   | 徳重賢     | 清田直美                   | 8月4日          |                |
| 68            |          | 光牙與帕拉絲！ 戰場上的邂逅！               | 成田良美          | 角銅博之              | 角銅博之       | なまためやすひろ           | 北村由樹子 | 清田直美                   | 8月11日         |                |
| 69            |          | 引發火焰的風暴吧！ 尤娜與蒼摩的友情！       | 伊藤イツキ        | 藤本義孝              | 畑野森生       | 藪本陽輔                   | 鹿野良行   | 清田直美                   | 8月18日         |                |
| 70            |          | 聖衣破壞者！ 離群的刻鬥士來襲！             | 小山真            | 園田誠                | 広嶋秀樹       | 星野守                     | 本田修     | 清田直美                   | 9月1日          |                |
| 71            |          | 被詛咒的聖衣⁉ 小馬座的聖鬥士！              | 村山功            | 地岡公俊              | 地岡公俊       | 小泉昇                     | 吉田智子   | 堀田雅一                   | 9月15日         |                |
| 72            |          | 繼承聖衣！ 小馬座昴誕生！                   | 小林雄次          | 暮田公平              | 暮田公平       | 信実節子                   | 柴田聡     | 清田直美                   | 9月22日         |                |
| 73            |          | 小馬座的眼淚⁉ 甦醒的兩件聖衣！              | 小山真            | いわもとやすお        | いわもとやすお | 高橋優也                   | 鹿野良行   | 土支田政之                 | 9月29日         |                |
| 74            |          | 貴鬼的戰鬥！ 跨越世代的同伴！               | 小林雄次          | 角銅博之              | 角銅博之       | 大西陽一                   | 本田修     | 清田直美                   | 10月6日         |                |
| 75            |          | 注定的邂逅！ 雙子座再來！                   | 伊藤イツキ        | 古田丈司              | 広嶋秀樹       | 星野守                     | 吉田智子   | 清田直美                   | 10月13日        |                |
| 76            |          | 不死鳥！ 鳳凰座一輝登場！                   | 成田良美          | 杉山慶一              | 畑野森生       | なまためやすひろ           | 鹿野良行   | 清田直美                   | 10月20日        |                |
| 77            |          | 時間流動吧！ 雅典娜的聖鬥士齊集！           | 村山功            | 貝澤幸男              | 広嶋秀樹       | 八島善孝                   | 本田修     | 堀田雅一                   | 10月27日        |                |
| Ω覺醒篇       |          |                                             |                   |                       |                |                            |            |                            |                 |                |
| 78            |          | 決戰開始！ 向著命運女神進發！               | 小林雄次          | 古田丈司              | 京極尚彦       | 松尾亜希子                 | 吉田智子   | 中村理沙 戚緋              | 2013年 11月3日  |                |
| 79            |          | 攻防合一的殺手！ 瞬 秘密策略的鎖鏈！        | 小山真            | 園田誠                | 園田誠         | 藪本陽輔                   | 鹿野良行   | 清田直美                   | 11月10日        |                |
| 80            |          | 時間之王！ 冰河絕對零度的凍氣！             | 伊藤イツキ        | 鎌仲史陽              | 広嶋秀樹       | 小泉昇                     | 本田修     | 清田直美                   | 11月24日        |                |
| 81            |          | 穿上刻衣！ 四天王的衝擊！                   | 村山功            | 越田知明              | 今村隆寛       | 星野守                     | 吉田智子   | 清田直美                   | 12月1日         |                |
| 82            |          | 鬥志巔峰！ 一輝對艾佳！                     | 成田良美          | 角銅博之              | 角銅博之       | 大西陽一                   | 鹿野良行   | 清田直美                   | 12月8日         |                |
| 83            |          | 紫龍與龍峰！ 五老峰的精神！                 | 伊藤イツキ        | 田所修                | 高田昌宏       | 徳田夢之介、松井誠         | 本田修     | 小鹿繪里                   | 12月15日        |                |
| 84            |          | 迫近的黑影！ 守護雅典娜的黃金聖鬥士！       | 小林雄次          | 持丸タカユキ          | 広嶋秀樹       | なまためやすひろ           | 吉田智子   | 清田直美                   | 12月22日        |                |
| 85            |          | 反抗命運！ 叛逆的剖白！                     | 成田良美          | 暮田公平              | 園田誠         | 信実節子、星野守           | 鹿野良行   | 清田直美                   | 2014年 1月5日   |                |
| 86            |          | 聖衣的秘密！ 新的力量爆發！                 | 小山真            | 殿勝秀樹              | 広嶋秀樹       | 八嶋善孝                   | 本田修     | 清田直美                   | 1月12日         |                |
| 87            |          | 黃金聖鬥士團結！ 被禁止的奧義！             | 村山功            | いわもとやすお        | いわもとやすお | 高橋優也                   | 徳重賢     | 土支田政之                 | 1月19日         |                |
| 88            |          | 遺留的意志！ 偉大的聖鬥士教誨！             | 小林雄次          | 越田知明              | 今村隆寛       | 大西陽一                   | 鹿野良行   | 清田直美                   | 1月26日         |                |
| 89            |          | 甦醒吧！ 終極的Ω！                          | 村山功            | 貝澤幸男              | 貝澤幸男       | 藪本陽輔                   | 深谷知穂   | 清田直美                   | 2月2日          |                |
| 90            |          | 金牛猛衝！ 到達帕拉絲的大殿！               | 小山真 成田良美   | 地岡公俊              | 広嶋秀樹       | 星野守                     | 本田修     | 清田直美                   | 2月9日          |                |
| 91            |          | 雅典娜與帕拉斯！ 女神的決戰！               | 伊藤イツキ        | 古田丈司              | 今村隆寛       | 松尾亜希子 石井ゆみこ      | 鹿野良行   | 山上愛子 長岡純子          | 2月16日         |                |
| 92            |          | 星矢的真意！ 遠離虛偽！                     | 成田良美          | 園田誠                | 園田誠         | 小泉昇                     | 徳重賢     | 清田直美                   | 2月23日         |                |
| 93            |          | 時間之神！ 薩坦降臨！                       | 小林雄次          | 角銅博之              | 角銅博之       | なまためやすひろ           | 杉本智美   | 清田直美                   | 3月2日          |                |
| 94            |          | 希望的鬥士！ 聖鬥士的連繫！                 | 伊藤イツキ 小山真 | いわもとやすお        | いわもとやすお | 吉田巧介 河野鉱一郎        | 鹿野良行   | 東海枝和之                 | 3月9日          |                |
| 95            |          | 超越神！ 星矢的小宇宙！                     | 村山功            | 貝澤幸男 角銅博之     | 三上雅人       | 八島善孝                   | 本田修     | 清田直美                   | 3月16日         |                |
| 96            |          | 最後之戰! 去吧、Ω的聖鬥士!                  | 成田良美          | 持丸タカユキ 暮田公平 | 広嶋秀樹       | 星野守                     | 吉田智子   | 清田直美                   | 3月23日         | 11月10日       |
| 97 （最終話） |          | 戰鬥到最後！ 光牙、成為傳說吧！             | 成田良美          | 暮田公平              | 暮田公平       | 大西陽一 市川慶一          | 須和田真   | 清田直美                   | 3月30日         | 11月11日       |

## 網上電臺
| 回數 | 嘉賓                 | 播放日期       |
| ---- | -------------------- | -------------- |
| 1    | 鈴木達央（榮斗）     | 2012年8月23日  |
| 2    | 鈴木達央（榮斗）     | 2012年9月6日   |
| 3    | 柿原徹也（龍峰）     | 2012年9月20日  |
| 4    | 柿原徹也（龍峰）     | 2012年10月4日  |
| 5    | 能登麻美子（阿莉雅） | 2012年10月18日 |
| 6    | 雪野五月（尤娜）     | 2012年11月1日  |
| 7    | 雪野五月（尤娜）     | 2012年11月15日 |
| 8    | 中原茂（貴鬼）       | 2012年11月29日 |
| 9    | 中原茂（貴鬼）       | 2012年12月13日 |
| 10   | 草尾毅（邪武）       | 2012年12月27日 |
| 11   | 松野太紀（席勒）     | 2013年1月10日  |
| 12   | 仲野裕（迈錫尼）     | 2013年1月24日  |
| 13   | 柿原徹也（龍峰）     | 2013年2月14日  |
| 14   | 檜山修之（玄武）     | 2013年2月28日  |
| 15   | 諏訪部順一（伊甸）   | 2013年3月14日  |
| 16   | 古谷徹（星矢）       | 2013年3月28日  |

## 相關商品

### CD
| 標題                       | 發售日期       | 規格·商品編號                                                                                 |
| 單曲                       | 單曲           | 單曲                                                                                          |
| -------------------------- | -------------- | --------------------------------------------------------------------------------------------- |
|                            | 2012年7月11日  | COCC-16615                                                                                    |
|                            | 2012年12月5日  | 初回生産限定盤A：AVCD-48612 初回生産限定盤B：AVCD-48613 通常盤：AVCD-48614                    |
|                            | 2013年6月26日  | COCA-16745                                                                                    |
|                            | 2014年1月8日   | 初回生産限定盤A：VIZL-602 初回生産限定盤B：VIZL-603 動畫盤：VICL‐36848 通常盤：VICL‐力擒36849 |
| 主題歌＆キャラクターソング |                |                                                                                               |
|                            | 2013年12月25日 | COCX-38357                                                                                    |
| 原聲音樂                   |                |                                                                                               |
|                            | 2012年8月22日  | COCX-37525                                                                                    |
|                            | 2013年1月30日  | COCX-37756                                                                                    |
|                            | 2013年9月18日  | COCX-38189                                                                                    |
| WEB電台DJCD                |                |                                                                                               |
|                            | 2013年3月2日   | COCC-16466                                                                                    |
|                            | 2013年4月5日   | COCC-16541                                                                                    |

### DVD・Blu-ray
| 發售日期       | 卷數       | 收錄話          | Blu-ray   | DVD       |
| -------------- | ---------- | --------------- | --------- | --------- |
| 2012年8月24日  | 第1卷      | 第1話 - 第4話   | BCXA-0572 | BCBA-4402 |
| 2012年9月21日  | 第2卷      | 第5話 - 第8話   | BCXA-0573 | BCBA-4403 |
| 2012年10月26日 | 第3卷      | 第9話 - 第12話  | BCXA-0574 | BCBA-4404 |
| 2012年11月22日 | 第4卷      | 第13話 - 第16話 | BCXA-0575 | BCBA-4405 |
| 2012年12月21日 | 第5卷      | 第17話 - 第20話 | BCXA-0576 | BCBA-4406 |
| 2013年1月29日  | 第6卷      | 第21話 - 第24話 | BCXA-0577 | BCBA-4407 |
| 2013年2月22日  | 第7卷      | 第25話 - 第28話 | BCXA-0578 | BCBA-4408 |
| 2013年3月22日  | 第8卷      | 第29話 - 第32話 | BCXA-0579 | BCBA-4409 |
| 2013年4月24日  | 第9卷      | 第33話 - 第36話 | BCXA-0580 | BCBA-4410 |
| 2013年5月28日  | 第10卷     | 第37話 - 第40話 | BCXA-0581 | BCBA-4411 |
| 2013年6月21日  | 第11卷     | 第41話 - 第44話 | BCXA-0582 | BCBA-4412 |
| 2013年7月26日  | 第12卷     | 第45話 - 第48話 | BCXA-0583 | BCBA-4413 |
| 2013年8月28日  | 第13卷     | 第49話 - 第51話 | BCXA-0584 | BCBA-4414 |
| 2014年1月29日  | 新生聖衣篇 | 第52話 - 第77話 | BCXA-0796 | BCBA-4566 |
| 2014年7月25日  | Ω覺醒篇    | 第78話 - 第97話 | BCXA-0797 | BCBA-4567 |

### 播映電視台
| 播放地域 | 電視台       | 播放期間                      | 播放时间                | 系列                     | 回數  | 备注 |
| -------- | ------------ | ----------------------------- | ----------------------- | ------------------------ | ----- | --- |
| 日本全域 | 朝日電視台   | 2012年4月1日－2014年3月30日   | 星期日 06:30－07:00     | CS放送                   | 全部  | |
| 台灣     | 東森電影台   | 2013年5月25日－7月7日         | 星期六、日 10:30－12:30 | 有線電視                 | 1-51  | 台灣獨家首播 |
| 台灣     | 東森電影台   | 2016年9月23日－10月25日       | 星期一至五 18:00－19:00 | 有線電視                 | 52-97 | |
| 台灣     | 台視         | 2014年8月30日－2015年12月12日 | 星期六 16:27－16:57     | 衛星電視                 | 1-64  | 無線電視台首播 2014年11月29日、2015年5月16日、5月23日、6月27日、11月21日 暫停播映 2015年5月30日起 17:27－17:57 2015年9月19日、9月26日 16:27－16:57                                                            |
| 台灣     | 台視         | 2016年9月28日－11月11日       | 星期一至五 16:58－17:28 | 衛星電視                 | 65-97 | |
| 台灣     | 愛爾達綜合台 | 2024年3月16日—2024年6月2日    | 星期六、日 00:00－02:00 | 寬頻電視 （中華電信MOD） | 全部  | 6月2日 第97話為23:30—00:00播出 |
| 香港     | J2           | 2013年5月30日－2015年4月30日  | 星期四 22:00－22:30     |                          | 全部  | 2013年9月19日起 24:00－24:30 2013年12月26日 24:35－25:05（臨時節目調動） 2014年1月30日停播 2014年7月10日起 24:05－24:35 2014年12月25日、2015年1月1日停播 2015年1月8日至1月22日 24:15－24:45 2015年2月19日停播 |

## 外部連結
- 東映動畫 官方網站 （页面存档备份，存于） （日語）
- 東映動畫 新生聖衣篇 官方網站 （页面存档备份，存于）
- 朝日動畫 官方網站 （页面存档备份，存于） （日語）
- 互联网电影数据库（IMDb）上《聖鬥士星矢Ω》的资料（英文）